# Verbandsgemeinde Bad Kreuznach
De Verbandsgemeinde Bad Kreuznach met 8980 inwoners ligt in het district Bad Kreuznach in de Duitse deelstaat Rijnland-Palts.

## Gemeenten
De volgende gemeenten (Ortsgemeinden) maken deel uit van de Verbandsgemeinde Bad Kreuznach:
1. Biebelsheim
2. Frei-Laubersheim
3. Fürfeld
4. Hackenheim
5. Neu-Bamberg
6. Pfaffen-Schwabenheim
7. Pleitersheim
8. Tiefenthal
9. Volxheim